# Kálmán Szepesi
Kálmán Szepesi (* 13. Januar 1930 in Ózd; † 29. September 1992) war ein ungarischer und später schwedischer  Tischtennisspieler. Er nahm in den 1950er Jahren sechs Mal an Weltmeisterschaften teil und gewann dabei fünf Medaillen.

## Werdegang
Bei den nationalen ungarischen Meisterschaften gewann Boros sechs Mal einen Titel: Von 1951 bis 1954 mit den Mannschaften von Szot I, Budapest I, Szot II und Budapest Vörös Meteor SK, 1955 im Mixed mit Éva Kóczián und 1956 im Doppel mit Elemér Gyetvai.
Fünf Mal trat Kálmán Szepesi für Ungarn bei Weltmeisterschaften an, nämlich 1950, 1951, 1952, 1953 und 1955. Dabei gewann er zwei Titel, 1952 mit der Mannschaft und 1955 im Mixed mit Éva Kóczián. Dazu kommen 1951 und 1953 Silbermedaillen sowie 1955 eine Bronzemedaille im Mannschaftswettbewerb. In der Weltrangliste belegte er 1956 Platz 10.
1957 emigrierte Kálmán Szepesi nach Schweden und trat unter dessen Flagge bei der Weltmeisterschaft 1957 an. Er lebte in Stockholm und arbeitete bis zu seinem Tod 1992 als Versicherungsmakler.

## Turnierergebnisse
| Verband | Veranstaltung     | Jahr | Ort       | Land | Einzel     | Doppel        | Mixed        | Team   |
| ------- | ----------------- | ---- | --------- | ---- | ---------- | ------------- | ------------ | ------ |
| SWE     | Weltmeisterschaft | 1957 | Stockholm | SWE  | letzte 64  | letzte 128    | keine Teiln. |        |
| HUN     | Weltmeisterschaft | 1955 | Utrecht   | NED  | letzte 16  | letzte 16     | Gold         | Bronze |
| HUN     | Weltmeisterschaft | 1953 | Bukarest  | ROU  | letzte 16  | letzte 32     | letzte 16    | Silber |
| HUN     | Weltmeisterschaft | 1952 | Bombay    | IND  | letzte 32  | letzte 16     | letzte 32    | Gold   |
| HUN     | Weltmeisterschaft | 1951 | Wien      | AUT  | letzte 32  | letzte 16     | letzte 16    | Silber |
| HUN     | Weltmeisterschaft | 1950 | Budapest  | HUN  | letzte 128 | Viertelfinale | letzte 64    |        |